# La muerte y la muerte de Quincas Berro Dágua
La muerte y la muerte de Quincas Berro Dágua (O A Morte e a Morte de Quincas Berro d'Água) es una novela del escritor brasileño Jorge Amado, miembro de la Academia Brasileña de Letras. Fue publicada por primera vez en la revista Senhor, con ilustraciones de Glauco Rodrigues

## Historia
La historia narra lo que sucede después de la muerte de su difunta esposa, un vagabundo que vive en el puerto de Salvador, en la ciudad alta.
Dos grupos de personas que debaten acerca de los recuerdos de su anterior esposa, la familia encabezada por Vanda la hija y sus mejores amigos del puerto.
Para la familia, Quincas es Joaquim vargas da Cunha, un leal servidor de Impuestos Directos, que un día decidió cambiar su destino y se convirtió en un vagabundo, llamando a Vanda y su madre, doña Otacilia, víboras y el marido de Vanda, Leonard. Cambiando de vida Joaquim decide cambiar su nombre a Valdez; rey de los millonarios de los barrios de alta sociedad y el patriarca de las prostitutas. La familia trata de ocultar este hecho a sus conocidos y vecinos, pero no puede pasar por alto la reputación que se ha ganado Valdez en la prensa local.
Ahora, Vanda, Leonard, y la hermana de vargas, tia Marocas y su hermano Eduardo, resuelven un entierro apropiado, pensando en rescatar la memoria respetable de Joaquim, sin atraer demasiada atención en Quincas y su pasado. Esa noche se reúnen cerca del cuerpo, tratando de ignorar la sonrisa socarrona de Quincas que permanece incluso en la muerte, y que le hace recordar cómo Quincas los despreció. Vanda tiene entonces la impresión de ver al padre llamarla víbora. Como todos se va a casa, dejando Quincas con sus amigos del puerto.
Contrastando con la frialdad que la familia toma la desaparición de Quincas, sus mejores amigos en el puerto de Bahía,  llevan luto tristes y quejándose de que su mejor amigo había partido.
Esa noche vienen a dar su último adiós a Quincas y terminan cuidando del cuerpo cuando la familia abandona la casa funeraria. Hablando entre sí rememoran las aventuras de Quincas, que para ellos era casi un padre. 
La situación toma un giro inesperado cuando, influenciados por la bebida o empujados por la nostalgia, arrastran su cuerpo para una noche de farra...
En un momento dado deciden usar un barco para pasear en el mar, pero sorprendidos por una súbita tempestad son cubiertos por una ola gigantesca, resultando entonces que Quincas Berro D´água tenga su segunda muerte.
Llegados a este punto surge la gran controversia: Para la familia, Joaquim muere por causas naturales; para sus amigos, Quincas, se suicida al tirarse al mar, pues no quería ser enterrado en un cajón.

## Televisión
En 1978 la historia fue presentada por la TV Globo, en el programa Caso Especial, con el título original. El personaje central fue interpretado por Paulo Gracindo. La adaptación y dirección corrió a cargo de Walter Avancini.

## Cine
El 14 de mayo de 2010 se estrena el largometraje Quincas Berro D'Água, dirigido por Sérgio Machado, con Paulo José interpretando el personaje principal, Marieta Severo en el papel de su amante y Mariana Ximenes como la hija de Quincas, los roles de amigos de Quincas fueron cubiertos por Irandhir Santos, Flávio Bauraqui, Luís Miranda y Frank Menezes. La película contó con la participación de los actores Vladimir Brichta, Milton Gonçalves, Othon Bastos, Walderez de Barros y Carla Ribas. Quincas Berro Dágua tuvo un presupuesto de  US$ 996,5 millones. Todo la historia ocurre en la ciudad de Salvador, en el estado de Bahía.